# Късометражните филми на киновселената на Марвел
„Късометражните филми на Марвел“ са поредица от филми, продуцирани от Marvel Studios, които са част от Киновселената на Марвел. Те са включени като екстра за Blu-ray релийза на някои от пълнометражните филми на Марвел. От 2011 г. до 2014 г. са пуснати 5 филма, с времетраене от 4 до 15 минути.

## Консултантът

### Сюжет
Агент Колсън и Агент Ситуел обсъждат какво да правят с Емил Блонски / Отвращението, след събитията в Невероятният Хълк.

### Актьорски състав
| Актьор                 | Роля           |
| ---------------------- | -------------- |
| Кларк Грег             | Фил Колсън     |
| Максимилиано Хернандез | Джаспър Ситуел |

## Нещо смешно, което се случи по пътя за чука на Тор

### Сюжет
По време на събитията на Железният човек 2 и Тор: Богът на гръмотевиците, по пътя за чука на Тор, Агент Фил Колсън става свидетел на обир.

### Актьорски състав
| Актьор     | Роля       |
| ---------- | ---------- |
| Кларк Грег | Фил Колсън |

## Предмет 47

### Сюжет
Агент Колсън и агент Блейк преследват двойка, която е придобила  оръжие на Читаурите след събитията в Отмъстителите.

### Актьорски състав
| Актьор         | Роля         |
| -------------- | ------------ |
| Кларк Грег     | Фил Колсън   |
| Тайтъс Уеливър | Феликс Блейк |
| Лизи Каплан    | Клеър Уайз   |
| Джеси Брадфорд | Бени Полак   |

## Агент Картър

### Сюжет
След събитията във филма Капитан Америка: Първият отмъстител и преди събитията в сериала Агент Картър, Пеги Картър е изпратена на тайна мисия от Хауърд Старк.

### Актьорски състав
| Актьор         | Роля                   |
| -------------- | ---------------------- |
| Хейли Атуел    | Пеги Картър            |
| Доминик Купър  | Хауърд Старк           |
| Нийл Макдоноу  | Тимъти „Дум Дум“ Дъган |
| Брадли Уитфорд | Джон Флин              |

## Слава на краля

### Сюжет
След събитията в Железният човек 3, актьорът Тревър Слатъри, който преди се е преструвал на терориста – Мандарина, е в затвора и си има посетители.

### Актьорски състав
| Актьор        | Роля           |
| ------------- | -------------- |
| Бен Кингсли   | Тревър Слатъри |
| Сам Рокуел    | Джъстин Хамърс |
| Скот Макнейри | Джаксън Норис  |
| Лестър Спейт  | Херман         |